# Kostel svatého Martina (Brémy)
Kostel svatého Martina v Brémách (něm. St.-Martini-Kirche, dolnoněm. Sunte Marten) je evangelický kostel v Brémách, stojící poblíž řeky Vezery. Je vystavěn ve stylu cihlové gotiky. V říjnu 1944 byl vážně poškozen a po válce v letech 1952–1960 znovu opraven.
Ke kostelu přiléhá fara ze 16. století, zvaná Neanderův dům.